# Партія зелених (США)
Партія зелених (англ. Green Party United States) — політична партія США. Офіційною датою заснування прийнято вважати 2001 рік після об'єднання добровольчих зелених партій та організацій США. Але оскільки кандидати від цих партій раніше брали участь в президентських виборах 1996 і 2000 роках, неофіційне утворення партії датується 1984 або 1991 роком.
Партія, яка є четвертою за кількістю членів партією у США, бореться з насильством, соціальною несправедливістю, за участь широких мас у здійсненні демократії, рівність, права ЛГБТ руху, антивійну і анти-расизм. На політичному спектрі партія, як правило, розглядається як ліва, і в 2016 році Зелені офіційно самоназвались як антикапіталістична партія.
Зелена Партія була заснована в 2001 році як еволюція Асоціації держав зелених партій (ASGP), яка була утворена в 1996 році [8] Після свого заснування, Зелена Партія незабаром стала основною національною зеленої організацією в країні, затьмарюючи Greens / Партія Зелених США (G / GPUSA), яка утворена в 1991 році із Зелених комітетів заочного (УПС), зібрання місцевих зелених груп, активних з 1984 року [9] ASGP все в більшій мірі дистанціювалася від G / GPUSA наприкінці 1990-х років. [10]
Greens отримала широку увагу громадськості під час президентських виборів 2000 року, коли Ральф Нейдер виграв 2,7 % голосів виборців. Нейдер був розкритикований багатьма демократами і навіть деякими зеленими, які звинувачували його в псуванні виборів для Альберта Гора, кандидата Демократичної партії. Ступінь впливу Нейдера на виборах 2000 року, залишається суперечливим.
У Зелених було кілька членів, обраних до законодавчих органів штатів, в тому числі в Каліфорнії, штаті Мейн і Арканзас. Багато Зелених по всіх Сполучених Штатах займають посади на муніципальному рівні, в тому числі шкільних рад, міських рад та мерів.

## Ранні роки
Політичний рух, який почався в 1985 році як децентралізовані комітети Відповідності еволюціонував у більш централізовану структуру до 1990 році відкриття національного інформаційного центру та формуванням керівних органів, підзаконних актів, а також платформи Зелених комітетів кореспонденції (GCoC), до 1990 року, просто, The Greens(Зелені). Організація провела найосновнішу організаційну, освітню діяльність і виборчі кампанії.
Внутрішні розбіжності виникли між членами, які бачили виборчу політику, як корупційну і підтримували поняття «антипартійної партії», сформовану Петро Келлі та іншими лідерами Die GRÜNEN(Зелених) в Німеччині, у порівнянні з тими, хто бачив виборчі стратегії як рушійну силу соціальних змін. Боротьба за керівництво організації завершилися «компромісною угодою», ратифіковану в 1990 році на Greens Національному конгресі в Елкінсі, Західна Вірджинія — в якому обидві стратегії мали проводитися в рамках однієї і тієї ж «527 політичної організації» перейменованої як Greens або Партія Зелених США (G / GPUSA). G / GPUSA була визнана Федеральною виборчою комісією США як національна політична партія в 1991 році.
Компромісну угоду згодом зруйнувалася і відтоді дві зелені організації партії співіснували в Сполучених Штатах . Політична Мережа Зелених була організована в 1990 році і Національна асоціація загальнодержавних партій зелених утворена до 1994.Прірва між тими, які наполягали на перерві на політичній сцені США, і тими, хто прагнув укорінитися на місцевому рівні продовжувала збільшуватися протягом 1990-х років. Асоціація держави зелених партій (ASGP заохочувала повернула президентство Надера в 1996 і 2000. До 2001 року поштовх до окремої виборчої активності jrhtvj від GPUSA привів до Бостонської Пропозиції і подальшому піднесенню Зеленої партії Сполучені Штати. G / GPUSA втратив більшу частину своїх філій в наступні місяці, і кинула його Федеральний виборчий статус національної партії в 2005 році.

## Політична програма
Дотримуються лівоцентристських поглядів, що ґрунтуються на «зеленій політиці». Партія виступає:
- За захист навколишнього середовища;
- За соціальну справедливість;
- За пацифістську зовнішню політику;
- За легалізацію абортів в повній мірі;
- За одностатеві шлюби;
- За державний контроль над особистою вогнепальною зброєю громадян;
- Проти насильства;
- За децентралізацію органів влади;
- За суспільну економіку;
- За фемінізм.

Peter Camejo у 2002 році стверджував, що він — кавун: «зелений ззовні, але червоний всередині». Саме він був ініціатором у січні 2004 року Декларації Авокадо, яка порівнювала Зелених до авокадо."Авокадо є Зелене ззовні і Зелене зсередини". Малося на увазі, що для Зелених це було життєво важливим донести демократію до антидемократичної двопартійної системи США, і що Зелені мають унікальну ідентифікацію, як третьої партії, яка не може бути віднесена ні до республіканської, ні до демократичної партій.
Зелені не приймали пожертв ні від корпорацій, ні від політичних комітетних організацій. Платформа учасників і риториків Зелених жорстко критикувала будь-який корпоративний вплив і контроль над владою, ЗМІ і суспільством в цілому.

## Керівний комітет
Єдиного лідера партії немає, її очолює 7 співголів, на грудень 2010 року це — Тереза Ель-Амін, Майк Файнштейн, Фархін Хакім, Джулі Джейкобсон, Джейсон Набівейнс, Девід Стренд, Крейг Торсен.

## Географічне поширення Зелених
Партія зелених має сильну підтримку населення на узбережжі Тихого океану, верхніх Великих озер, і північному сході, як це відображено в географічному розподілі Зелених обраних кандидатів. Каліфорнійці обрали 55 з 226 Зелених по всій країні за станом на червень 2007 року. Інші штати з високою кількістю вибраних у можновладці Зелених включають у Пенсильванію (31), Вісконсин (23), Массачусетс (18) і Мейн (17). Мейн має найвищий показник на душу Зелених виборних посадових осіб у країні і найбільший зелений реєстраційний відсоток з понад 29,273 Зеленими, що містить 2,95 % виборців станом на листопад 2006 року. Медісон, штат Вісконсин, є містом з найбільшою кількістю зелених виборних посадових осіб (8), а потім Портленд, штат Мен (7).
У 2005 році Зелена партія мала 305,000 зареєстрованих членів у штатах, що дозволило реєстрацію партії і десятки тисяч членів і учасників в інших частинах країни. Одна з проблем, з якою зіткнулися Зелені (так само як інші треті партії) є труднощі подолання законів про доступ для голосування в багатьох штатах.

## Збір коштів та позиція наPAC
У перші десятилітті Зеленої організації в Сполучених Штатах, переважаюча більшість системи США грошового домінуванням виборів повністю відкидалася Зеленими, так що деякий Зелені були неохочі брати участь у виборчій системі взагалі, тому що вони вважали, що фінансова система по своїй суті корумпована. Інші Зелені були прихильниками того, що Партія Зелених повинна розвиватися у виборчій арені; багато з цих зелених вважали, що прийняття альтернативної моделі фінансування виборчих кампаній, підкреслюючи добровільні межі внесків, представлятиме собою корисний і привабливий контраст з одіозними практиками фінансів кампанії грошового домінуванням великих партій.
Протягом багатьох років деякі державні діячі Зелених приділяють менше уваги за принципом самонакладених меж, ніж це було в минулому. Проте, можна з упевненістю сказати, що Партія Зеленої щодо збору коштів (для кампаній кандидатів і самої партії), як і раніше має тенденцію покладатися на відносно невеликі внески, і що Зелені зазвичай засуджують не тільки підйом Вищих РАС, а й велику грошову систему, яку деякі Зелені критикують, як акт плутократії.
Деякі Зелені вважають, що позиція Зеленої партії повинна просто дотримуватись законів і правил фінансування кампанії. Інші Зелені стверджують, що це буде шкодити Зеленій партії практикуванню принципової позиції проти антидемократичного впливу грошей в політичному процесі.
Кандидати на посаду, як Джилл Стайн, для президента Сполучених Штатів у 2012 і 2016 роках, як правило, покладалися на більш дрібні пожертвування для фінансування своїх кампаній.

## Участь у президентських виборах
| Рік  | Кандидат в президенти | Кандидат в віце-президенти | Отримано голосів | збільшення/зменшення % |
| ---- | --------------------- | -------------------------- | ---------------- | ---------------------- |
| 1996 | Ральф Нейдер          | Вайнона ЛаДак              | 685 128          | ▬                      |
| 2000 | Ральф Нейдер          | Вайнона ЛаДак              | 2 882 000        | ▲ 320,6                |
| 2004 | Девід Кобб            | Пот ЛаМарт                 | 119 859          | ▼ 95,8                 |
| 2008 | Сінтія Маккінні       | Роза Клементе              | 161 195          | ▲ 34,5                 |
| 2012 | Джилл Стайн           | Шері Хонкала               |                  |                        |
| 2020 | Хауї Хокінс           | Анжела Уокер               |                  |                        |